# Martin Löb
Martin Hugo Löb (Berlijn, 31 maart 1921 - Annen, 21 augustus 2006) was een Duits wiskundige die bekend is geworden door de stelling van Löb uit 1955.
Löb groeide op in Berlijn. Hij ontsnapte aan de nazi's en vestigde zich vlak voor het begin van na de Tweede Wereldoorlog in Groot-Brittannië. Als "vijandige buitenlander" werd hij in 1940 geïnterneerd in Hay, New South Wales in Australië. Daar begon hij aan een opleiding in de wiskunde met als docent onder andere Felix Behrend, die later hoogleraar werd aan de universiteit van Melbourne.
Löb mocht in 1943 terugkeren naar Groot-Brittannië en na de oorlog studeerde hij aan de Universiteit van Londen. Na zijn afstuderen ging hij verder in de logica bij Reuben Goodstein in Leicester. Hij promoveerde en zette in 1951 zijn academische loopbaan voort aan de Universiteit van Leeds waar hij doorgroeide tot hoogleraar. Hij bleef daar 20 jaar en maakte van de vakgroep in Leeds een van de leidende centra voor logica in Groot-Brittannië. Zijn onderzoek strekte zich uit over de gebieden bewijstheorie, modale logica en recursietheorie (de basis van berekenbaarheid). In 1955 formuleerde hij de Stelling van Löb, de formele versie van de paradox van Löb, die zegt dat beweringen die hun eigen bewijsbaarheid aantonen waar zijn. In zekere zin is dit de tegenhanger van de onvolledigheidsstellingen van Gödel.
Begin jaren 1970 verhuisde Löb met zijn Nederlandse vrouw Caroline naar Amsterdam en werd hoogleraar aan de Universiteit van Amsterdam waar hij bleef tot zijn pensioen in 1985. Löb en Anne Troelstra waren daar de opvolgers van Evert Beth en Arend Heyting. Het bekendste resultaat uit zijn Amsterdamse periode is de onbeslisbaarheid van de intuïtonistische tweede orde propositielogica, zelfs met alleen implicatie en de universele kwantor.
In Amsterdam was Löb promotor van slechts één promovendus, Johan van Benthem, die hem in 1986 opvolgde.
Martin Löb had twee dochters, Marijke en Stephanie. Na zijn pensioen verhuisde hij naar Drenthe.